# 자수정 동굴나라

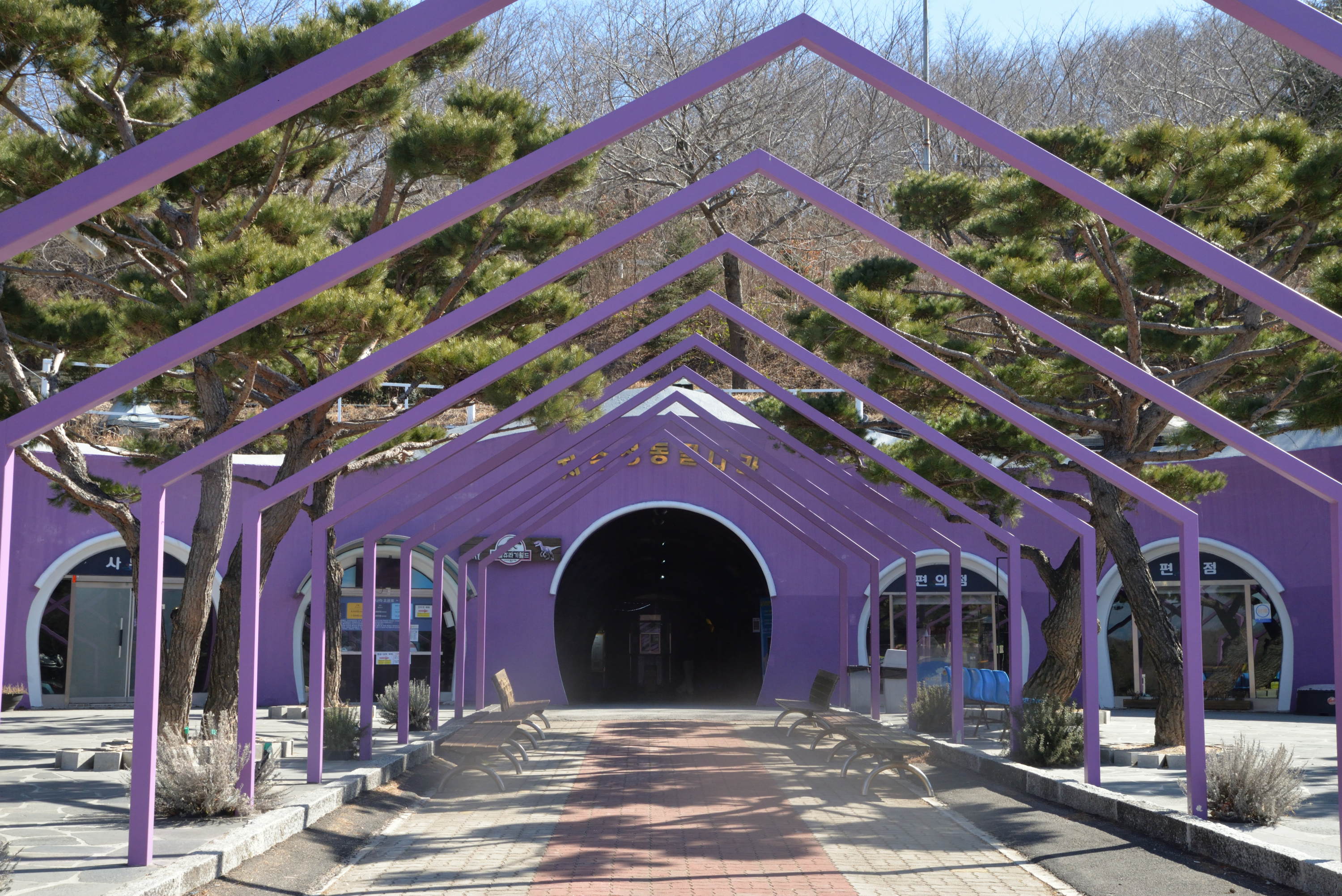
울산 자수정 동굴나라 입구

울산 자수정 동굴나라(Ulsan Amethyst Cave)는 대한민국 울산광역시 울주군 상북면 등억알프스리, 중생대 백악기 불국사 화강암류에 속하는 언양 화강암 내에 발달한 자수정 광산을 재활용해 만든 관광지이다.

## 지질
자수정 동굴나라는 원래 자수정을 채광하던 광산이다. 자수정 동굴나라 일대의 지질은 조립 화강암으로, 이는 중생대 백악기에 형성된 불국사 화강암의 일종인 언양 화강암에 해당한다. 
언양 화강암은 양산 단층 서부, 울산광역시 울주군 언양읍과 상북면 일대에 분포하는 화강암이다. 언양 지질도폭(1972)에 의하면 언양 화강암은 주로 담색이며, 유백색, 담홍색 또는 담회색의 중립 내지 조립의 흑운모 화강암이다. 그러나 화강암의 마그마 분화작용(magma differentiation)의 차이로 그 주연부에는 반상 화강암, 미문상 화강암, 화강반암 및 화강섬록암 등의 다양한 암상을 형성하고 있다. 본 암석은 경상 누층군 대구층과 유천층군을 관입하였으며 특히 주산안산암질암을 포획암체로 가지고 있다. 본 암석에 발달된 절리는 대략 북동 방향에 수직 경사하며, 주산안산암질암과의 접촉부 가까이에서 주상절리가 잘 발달한다. 언양 화강암은 주로 괴상(塊狀)이나 부분적으로 판상이다. 언양 화강암의 대부분을 구성하는 흑운모 화강암은 석영, 장석, 흑운모 등으로 구성되며, 자철석 및 적철석을 소량 함유한다. 중남부 봉화산 남록에서 본암은 반화강암상을 보여주며 양파구조(onion structure)를 이루고 있어 판상으로 잘 분리된다. 특히, 봉화산 남록, 327고지 일대(자수정 동굴나라가 위치한 상북면 등억알프스리~삼남읍 교동리 일대)는 중립 내지 조립의 흑운모 화강암으로 암석 내 균열을 따라 수정이 정동(geode)을 이루고 있다.<

## 자수정 채광역사
자수정 동굴나라가 위치한 본 지역은 예로부터 일명 "옥산"이라 불리어져 왔는데, 그 이유는 과거부터 귀한 장신구로 이용하였던 자수정의 생산지였기 때문인 듯하다. 옛 문헌과 유물에서 확인된 자수정의 초기 채취시기는 신라 시대로 알려졌으며, 신라시대의 "금령총"에서 출토된 5~6세기경의 수정 목걸이와 안압지에서 발굴된 "진단구"에서 자수정이 확인되었다.

### 일제강점기
일본은 한국을 식민 통치하면서 다량의 자수정을 채굴하여 일본으로 반출하였다. 이는 일본 천황실의 상징이 보라색으로 일본인들은 많은 보석 가운데에서도 특히 자수정을 선호하여 왔기 때문이다.

### 근대
해방 후, 자수정 광산 인근 주민들이 원시적인 도구를 사용하여 산발적으로 자수정을 채취하다가, 1975년에 지역 산주들을 중심으로 "경상남도 토사석 채굴업 협동조합"이 결성되어 공동 생산 체제하에서 자수정을 채굴하기 시작하였다.
1981년에 자수정이 법정 광물로 지정되어 보석으로서의 진가를 인정받게 되었고, 1982년에 현재의 자수정 동굴나라의 모체인 "제일광업사"가 설립되어 체계적이고 본격적인 자수정 채광을 시작하면서 본 광산에서 생산되는 언양산 자수정이 국제 공인 기관인 미국 보석 연구원(G.I.A)에서 세계 최고의 품질(색상, 경도, 투명도 등)로 인정 받으면서 국위를 선양하는 계기가 되었다.
한국 자수정 광산의 대명사로 이름 난 이 동굴은 1960대 초반부터 30여년간 자수정을 채광하였던 대표적인 갱도로서, 이곳에서는 세계에서 품질이 가장 우수한 자수정 원석을 해마다 약 500~5.000kg씩 채광하였고, 현지에서 직접 가공·세공한 자수정 완제품을 국내외에 널리 공급함으로써, 유명 보석 수집가와 지질학자들로부터 큰 관심을 받아 왔던 곳이다. 현재에도 자수정 광산 일대에서 생산되고 있는 자수정은 한국을 대표하는 자랑스런 보석 자원으로서, 그 영원한 신비와 함께 후손들에게 물려줄 고귀한 우리의 유산이다.

## 자수정
자수정의 색상은 다양하여 보라색으로부터 적자색까지 넓게 분포되어 있으나 보통은 색조가 엷은 것이 많다. 그 중 가장 이상적인 색상은 짙은 자색을 띤 적색에서 적자색의 범위로서, 색상이 돌 전체를 고르게 퍼져 있어야 한다.
세계적으로 가장 많은 양을 산출하는 브라질산 자수정은 대부분 붉은 색조를 띠지 않기 때문에 상등품에 속하지 못한다. 그러나 한국의 언양산 자수정은 붉은색을 띠고 있으므로 자수정으로서는 가장 이상적인 색상을 지니고 있다.

### 형성 과정
화산의 분출이 자수정을 만드는 제 1단계라고 할 수 있으며, 화성암은 그 속에 가스가 포함되어 있고 이 가스의 일부는 화산의 화구에서 빠져나가지만 나머지는 용암이 지상에 흘러 내릴 때 용암으로부터 분리된다. 이 가스가 사이다의 기포와 같이 용암 속에 거품을 만들고, 용암이 식어 굳을 때 둥근 정동이 암석 속에 생기게 된다.
그 후 SiO2(이산화규소)를 포함한 천수(암장수, 지하수)가 흐르면서 정동에 이산화규소를 침적시킨다. 정동은 침적 때 아무런 방해도 받지 않으므로 커다란 결정이 생기게 된다. 우리나라에서 산출되는 상태는 산성화성암과
편마암의 주성분 광물로 산출되는 경우와 열수 광산 페그마타이트 광상, 규암 또는 사광상으로 산출된다. 주로 석영 단독으로 산출되지만 때로는 페그마타이트에서 운모 및 장석과 공존 산출되기도 한다.
우리나라 자수정의 주요 산지로는 울산광역시 삼남면 가천리, 상북면 등억리 일대이며, 자수정의 세계적인 산출지는 한국을 비롯하여 브라질, 우루과이, 잠비아, 멕시코, 러시아의 우랄 산맥 일대 그리고, 근래에는 중국에서도 생산되고 있다.

## 사진
자수정 동굴나라
- 자수정 동굴나라 입구
- 동굴나라 내부 지도
- 동굴 내부 수로에서 보트를 탈 수 있다.
- 실제 자수정이 발견된 자수정 정동
- 광부 모형
- 크리스마스 장식
- 자수정 광석
- 자수정 광석
- 동굴 내 공룡나라
- 동굴 외부의 화강암 노두

## 같이 보기
- 울산광역시의 지질
- 충주 활옥동굴
- 양산 단층
- 한국의 지질
- 자수정